# Anton Pfeiffer
Anton Pfeiffer (* 7. April 1888 in Rheinzabern; † 20. Juli 1957 in München) war ein deutscher Politiker (BVP, CSU) und Diplomat.

## Leben

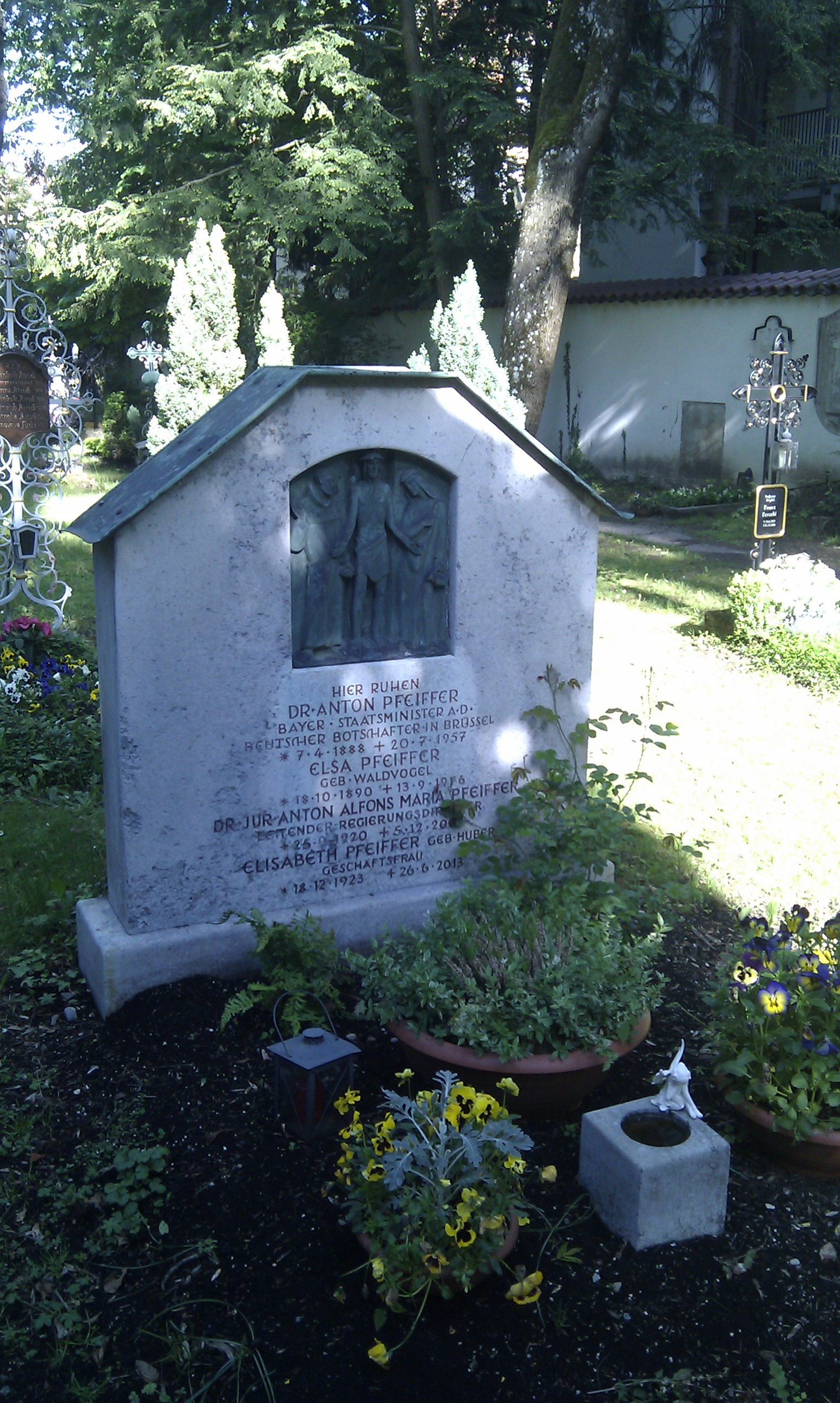
Familiengrab auf dem Winthirfriedhof

Anton Pfeiffer wurde als Sohn des katholischen Bezirkshauptlehrers Franz Xaver Pfeiffer und der Anna Maria Barbara Bosch geboren und hatte dreizehn Geschwister, darunter den Politiker Maximilian Pfeiffer (1875–1926), den Archivar Albert Pfeiffer (1880–1948) und den Diplomaten Peter Pfeiffer (1895–1978). Er war verheiratet mit Elsa Pfeiffer, geborene Waldvogel (1890–1976).
Anton Pfeiffer studierte moderne Fremdsprachen an der Handelshochschule in München, wo er ein Schüler von Moritz Julius Bonn war. Pfeiffer war aktives Mitglied des Katholischen Studentenverbindung Ottonia im KV. Sein Studium schloss er mit einer Promotion zum Dr. phil. bei Josef Schick ab. Von 1914 bis 1918 unterrichtete Pfeiffer an der Gisela-Realschule in München. Ab 1918 war er Generalsekretär der Bayerischen Volkspartei. 1927 gründete er eine amerikanische Schule in München mit dem Namen American Institute. Von 1928 bis 1933 war er MdL Bayern. Von 1939 bis 1945 arbeitete er als Studienrat im bayerischen Schuldienst.
1945 wurde er, als Gründungsmitglied der Christlich-Sozialen Union in Bayern, Mitglied der verfassunggebenden Landesversammlung Bayern. Im gleichen Jahr übernahm er als Staatsrat die Leitung der Bayerischen Staatskanzlei. 1946 erhielt er die Ernennung zum Sonderminister für Entnazifizierung in Bayern. Von 1946 bis 1950 fungierte er als Staatssekretär und Leiter der Staatskanzlei.
1947 war er Mitinitiator des Ellwanger Kreises.
1948 wählte ihn der Verfassungskonvent auf Herrenchiemsee zu dessen Vorsitzenden. Im Parlamentarischen Rat wurde er dann zum Vorsitzenden der CDU/CSU-Fraktion gewählt. Von 1950 bis 1951 fungierte er als Generalkonsul in Belgien, danach war er dort von 1951 bis 1954 deutscher Botschafter.

## Kontakte
Im Ellwanger Kreis trafen sich 27 Tat-Christen, die sich der Re-Christianisierung von Schule und Bildung verpflichtet fühlten. Einige Mitglieder waren: der Kieler Propst Hans Asmussen, der CDU-Bundestagspräsident Eugen Gerstenmaier, der CDU-Bundestagsabgeordnete Bruno Heck, der Bonner Militärbischof Hermann Kunst, der Nordrhein-Westfälische Kultusminister Werner Schütz, der Rottenburger Weihbischof Wilhelm Sedlmeier und der Bonner Justiz-Staatssekretär Walter Strauß.
Durch das American Institut hatte Anton Pfeiffer gute Kontakte zu James K. Pollock (1898–1968), Politikwissenschaftler und Gründer des Stuttgarter Länderrats, und zu Karl Loewenstein (1891–1973), der zeitweise die US-Militärregierung beriet.

## Veröffentlichungen
- Thomas Hope's „Anastasius“ und Lord Byron's „Don Juan“. Dissertation Universität München 1913.
- Einheitsstaat und Föderalismus : der föderalistische Gedanke, Verlag für politische Zeitfragen, München 1920
- Gedankenwelt und Tätigkeit der Bayerischen Volkspartei, Verlagsanstalt München, München 1922; auch als Zentralarchiv für Politik und Wirtschaft, 4. Jahrgang, Sonderheft 1 APIO qR3SSZmIGl6dM2 GuFUD5Ais6oCzE8CRcxSONx6m77K3NofQk6hRm6tL3YFOhbd7Cx1ZMPn7qElOSu3BtlKS-azvcPGA PDF, Digitalisat
- Um den Bestand Bayerns! Bayerische Reichsprovinz? Nein, Staat Bayern : Gedanken und Materialien zu dem Verfassungskampf, Generalsekretariat der Bayerischen Volkspartei, München 1929

## Ehrungen
- 1953: Großes Verdienstkreuz mit Stern der Bundesrepublik Deutschland